# Zach Braff
Zach Braff (født 6. april 1975 i New Jersey, USA) er en amerikansk skuespiller, bedst kendt herhjemme fra sin rolle i tv-serien Scrubs, men han har også skrevet, instrueret og spillet hovedrollen i filmen Garden State, og arbejder både som instruktør og skuespiller på nogle andre film. Blandt andet skal han instruere en genindspilning af Susanne Biers dogmefilm, Elsker dig for evigt, der vil få premiere i 2011, ved navn Open Hearts

## Filmografi
- Nick Lipton – Manhattan Murder Mystery (1993)
- Benji – Broken Hearts Club (2000)
- Fred – Blue Moon (2000)
- Andrew Largeman – Garden State (2004)
- Chicken Little – Chicken Little (2005)
- Michael – The Last Kiss (2006)
- Tom Reilly – The Ex	(2007)
- Open Hearts (2008)
- New York, I Love You (2008)